# Pildammspark

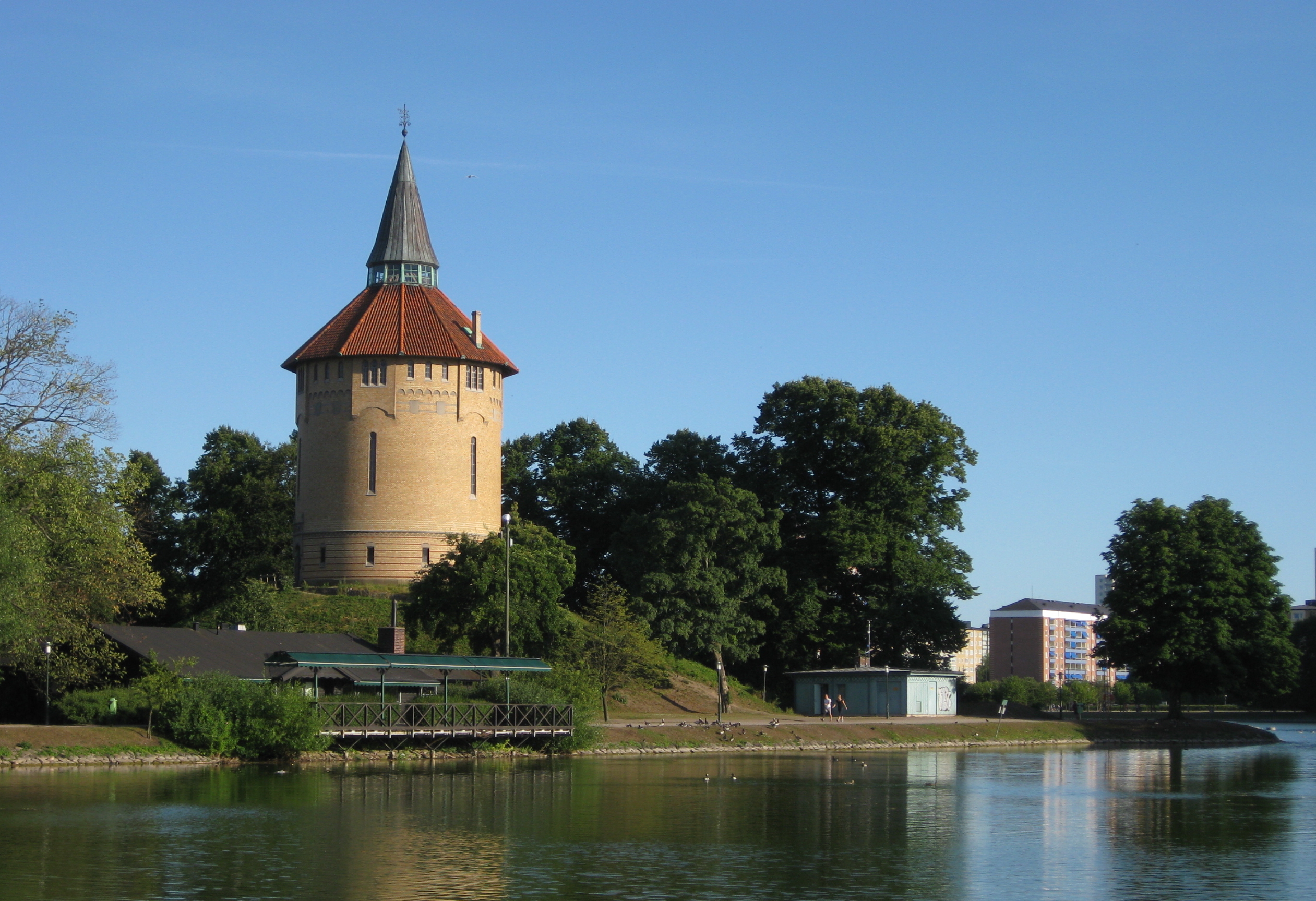
Wasserturm (Architekt: Harald Boklund)

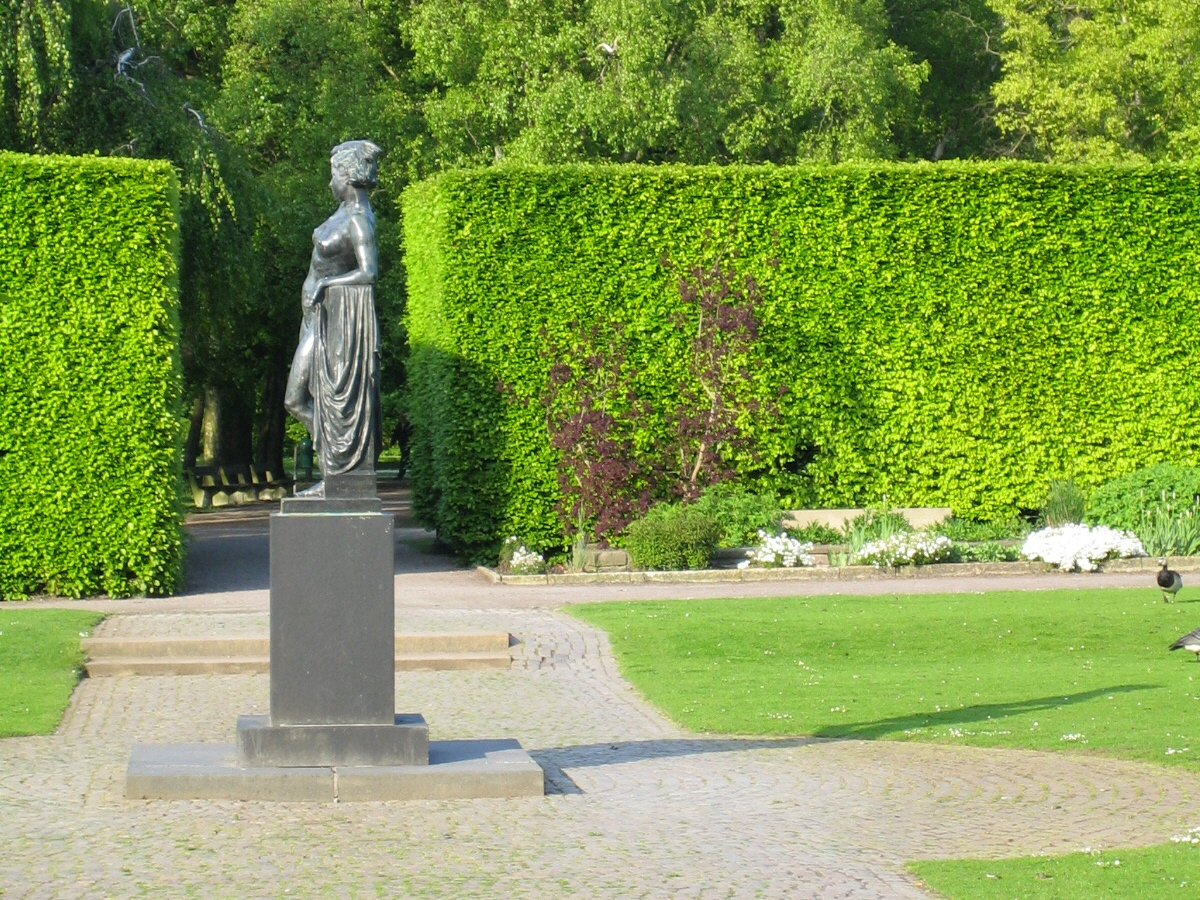
Statue der Galathea

Der Pildammspark, schwedisch Pildammsparken, früher auch Baltiska parken, ist Malmös größte Parkanlage.
Die 45 Hektar große Grünanlage umschließt ein Wasserreservoir des 17. Jahrhunderts. Die Weiden (schwedisch: Pil) wurden zur Befestigung der Ufer der Staudämme gepflanzt. Der Park wurde zunächst für die Baltische Ausstellung gestaltet. Ein Überrest der Ausstellung ist der königliche Pavillon, heute Margaretapavillon genannt. Die Umgestaltung zum Park fand ab 1920 nach Plänen des Stadtplaners Anders Nilsson und des dänischen Gartenarchitekten Erik Erstad-Jørgensen statt, allerdings stark modifiziert durch Nilssons Nachfolger Erik Bülow-Hübe.

## Bilder

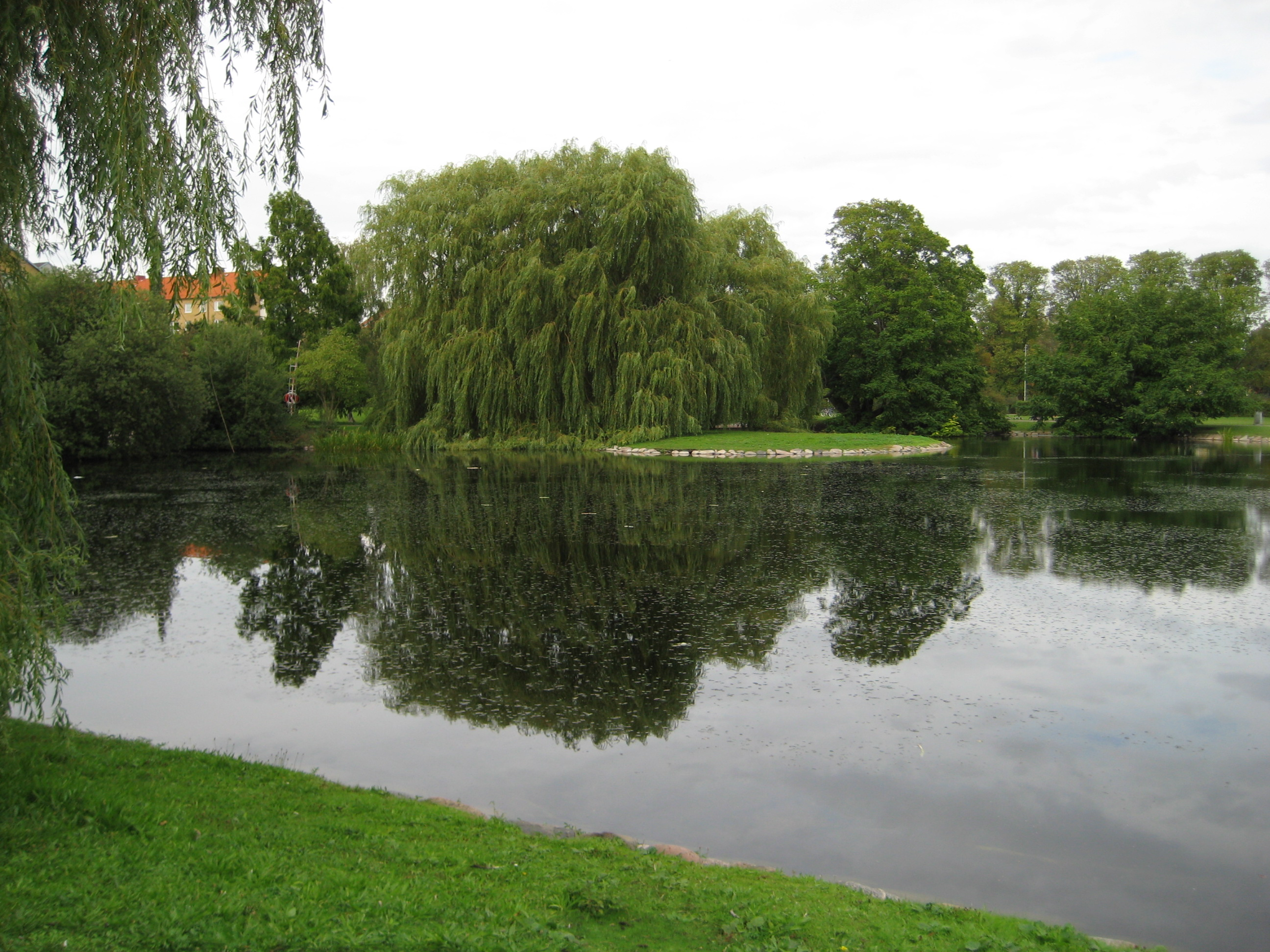
Das kleine Reservoir
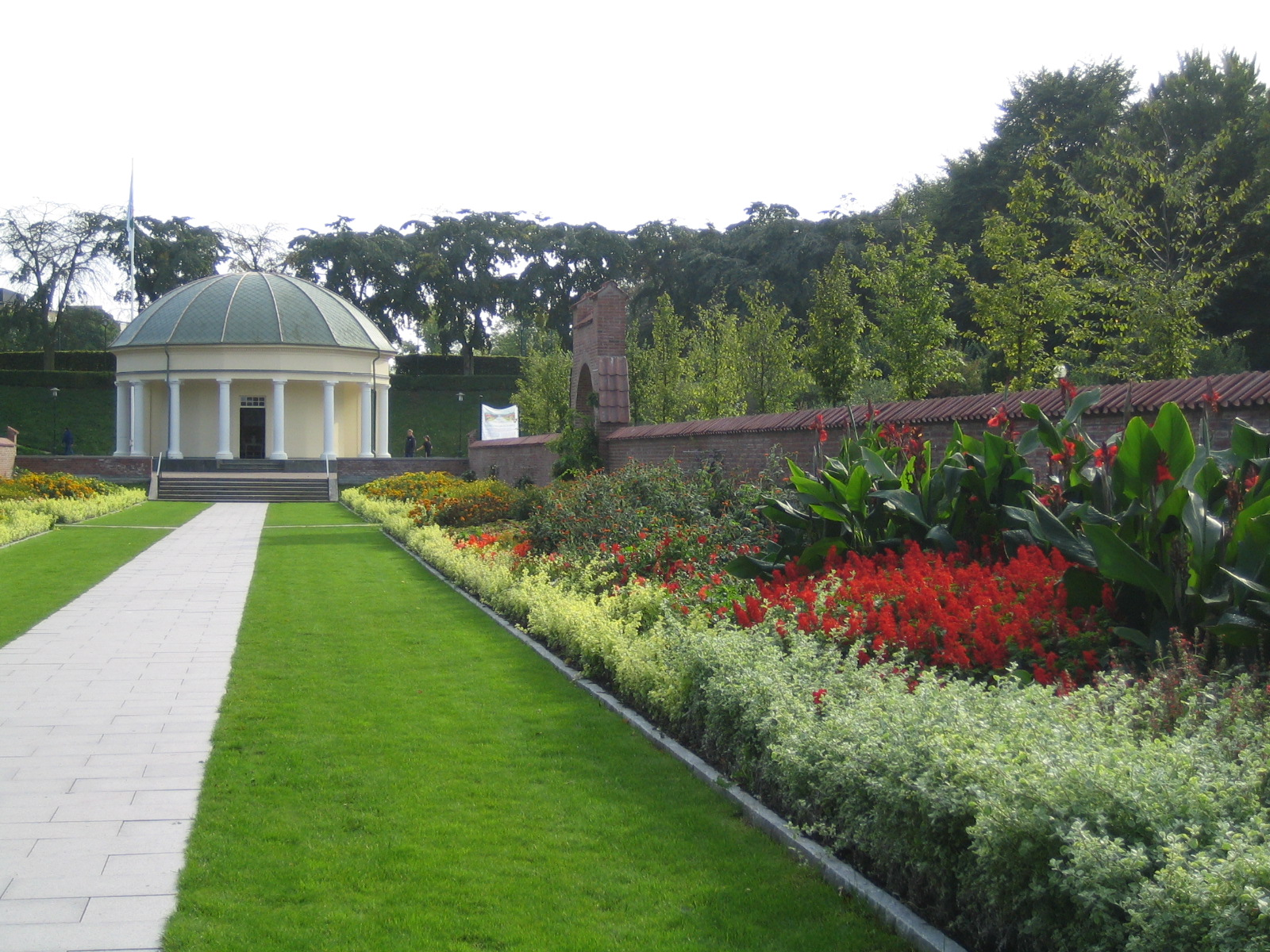
Margaretapavillon
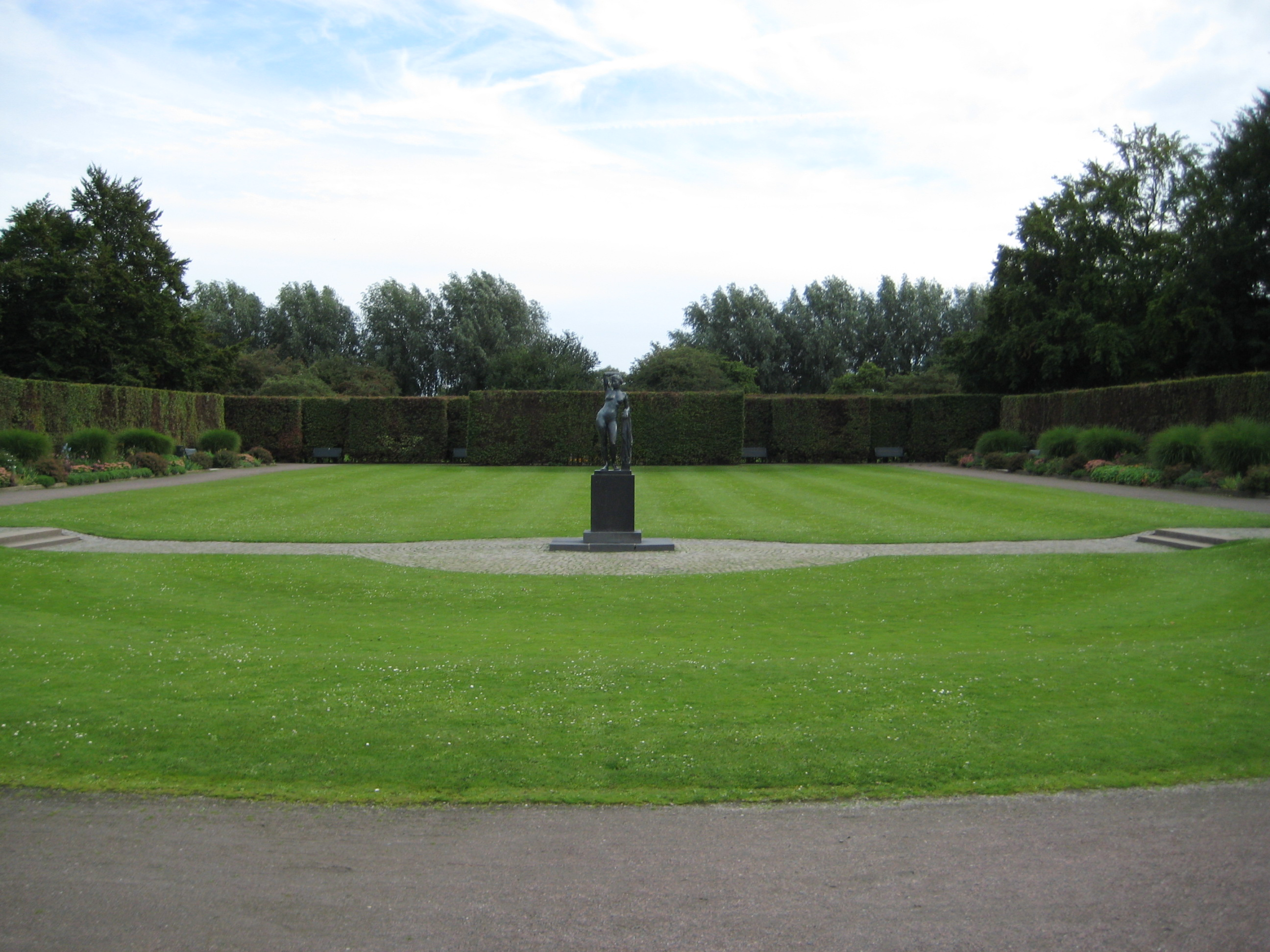
Galatheas Garten